# Zmijavci
Zmijavci è un comune della Regione spalatino-dalmata in Croazia. Al 2011 possedeva una popolazione di 2.048 abitanti.

## Località
Il comune di Zmijavci non è suddiviso in frazioni.